# Verquigneul
Verquigneul, anteriormente denominada Verquigneuil, es una comuna francesa situada en el departamento de Paso de Calais, de la región de Alta Francia.

## Historia
La comuna de Verquigneul, que pasó a formar parte de la comuna de Béthune en 1990, como comuna asociada de ésta, se independizó de ella el uno de enero de 2008 en cumplimiento de la correspondiente orden prefectoral

## Demografía
| Gráfica de evolución demográfica de Verquigneul entre 1800 y 2014 |
|                                                                   |

Los datos demográficos contemplados en este gráfico de la comuna de Verquigneul, se han cogido de 1800 a 1990 de la página francesa EHESS/Cassini, y los demás datos de la página del INSEE.